# Итан Ром
Доктор Итан Гудспид (англ. Dr. Ethan Goodspeed), более известный как Итан Ром (англ. Ethan Rom) — персонаж американского телесериала «Остаться в живых» (производство ABC). Впервые представленный как главный антагонист первого сезона, Итан является хирургом антагонистической и таинственной группы, известной как «Другие». Он проникает к выжившим с фюзеляжа, выдавая себя за одного из них, пока они не обнаружили его истинную личность. Он затем похитил Чарли Пэйса и беременную Клэр Литтлтон, пытаясь избавиться от первого вскоре после. Итан - один из немногих персонажей, который появлялся в многих эпизодах, когда его персонаж был скорее мёртв, чем жив. Итан - один из немногих людей, которые родились на Острове, как показано в девятом эпизоде пятого сезона, «Намасте».

## Биография

### До авиакатастрофы
Итан родился на Острове в 1977 году, в семье Хораса Гудспида и Эми из DHARMA Initiative. К тому моменту, когда ему исполнилось 11 (1988), Итан присоединился к «Другим» и помог Бену в похищении маленькой Алекс у Даниэль Руссо. Итан заявляет, что он некоторое время жил в Онтарио, Канаде, но это было частью его алиби для выживших с Рейса 815. Итан работал хирургом у «Других». До крушения рейса 815, Итан сталкивается с путешествующем во времени Джоном Локком в тот день, когда самолёт наркоторговцев терпит крушение на острове. Итан стреляет ему в ногу и чуть не убивает Джона, прежде чем прыжок во времени переносит Джона вперёд во времени. Итан, похоже, не помнит встречи в настоящее время. Где-то за три года до катастрофы он путешествует с острова во Флориду на субмарине, чтобы завербовать Джульет Бёрк, при помощи Ричарда Алперта. Жена Итана умирает при родах и его ребёнок тоже не выживает.

### После авиакатастрофы
Когда рейс Oceanic 815 терпит крушение на острове 22 сентября 2004 года, начальник Итана, Бен Лайнус, отправляет его, чтобы он выдавал себя в качестве выжившего с фюзеляжа и составить список выживших. Итан в основном держится особняком. Он берёт образцы крови, чтобы определить, сталкивается ли Клэр с проблемами беременности, и охотится с Джоном Локком. Когда Хьюго "Хёрли" Рейес расспрашивает информацию об Итане для переписи, Итан лжёт ему, что его фамилия "Ром", и что он из Канады. Зная, что его разоблачат ещё до того, как он завершит список выживших, Итан похищает Чарли Пэйса и беременную Клэр Литтлтон для научных исследований. Итан находит лидера выживших, Джека Шепарда, следующего за ним, и избивает его. Он предупреждает Джека, что он убьёт либо Клэр, либо Чарли, если Джек продолжит следовать за ним. Чарли позже найден повешенным на дереве, и Джек смог его реанимировать.
Итан обследует Клэр на станции DHARMA Initiative под названием «Посох». Он задаёт ей вопросы о её беременности и вводит ей сыворотку Джульет. Итан вставляет ей имплантат удалённого действия, который позже используется, чтобы вызвать тошноту и кровотечение. Он накачивает её и пытается убедить её отказаться от своего ребёнка, чтобы передать его ему и «Другим», заявляя, что они "хорошие люди". В этом сегменте, к Итану пристаёт Том, который явно расстроен тем, что Итан не смог завершить список, который кажется очень важным для «Других». Когда Итан готовится, чтобы произвести Кесарево сечение на Клэр, Алекс освобождает её, и Итан начинает вести неуспешные поиски.
Потеряв Клэр, Итан пытается вернуть её, сказав Чарли, что он будет убивать по одному выжившему на каждую ночь, если ему не вернут Клэр. На следующее утро, убит Скотт Джексон. Выжившие предполагают, что его убил Итан. На следующий день, Клэр предлагает использовать себя в качестве наживки, чтобы выманить Итана из джунглей. Локк, Джек, Кейт, Саид и Сойер устраивают засаду, и когда Итан приходит, чтобы забрать Клэр, Джек нападает на него. В ходе драки Джек побеждает Итана. Прежде чем подбежавшие остальные могут получить какие-нибудь ответы от него, Чарли пять раз стреляет в Итана, убивая его.

### Альтернативная реальность
В эпизоде «Поступки Кейт» показано, что Итан уцелел после разрушения Острова, и что он является доктором в Лос-Анджелесе, под своим настоящим именем, Итан Гудспид. Его жизнь с отсутствием Острова ещё не была развита.

## Кастинг
Уильям Мэйпотер не проходил прослушивание; его выбрал сосоздатель/исполнительный продюсер Дж. Дж. Абрамс, который узнал его из фильма «В спальне», 22 сентября 2004 года, в день, когда состоялась премьера «Остаться в живых». Мэйпотер изначально был подписан на два эпизода. Его контракт был продлён в общей сложности до четырёх эпизодов в первом сезоне. Мэйпотер с тех пор появился во флэшбеках пяти эпизодов в течение второго, третьего и пятого сезонов, в общей сложности в десяти эпизодах. Итан также появляется в мобизоде из «Остаться в живых: Недостающие элементы» под названием «Встреча Итана и Джека. Итан? Джек». Как Мэйпотер указывает, Итан появлялся в эпизодах больше после его смерти, а не тогда, когда он был жив. Мэйпотер описал Итана "забавным". Имя персонажа является анаграммой от "Other Man" и "More Than". Мэйпотер является фанатом «Остаться в живых» и он не пропустил ни одного эпизода. Девон Гирхарт сыграл молодого Итана в эпизоде «Мёртвый — значит мёртвый».

## Характеристика
В первом сезоне, Итан был изображён как "задумчивый злодей", "холодный и злой" и "жуткий", а позже как "шикарный парень по соседству". Мэйпотер чувствовал, что он не был злым, и что у Итана были свои причины действовать так, как он действовал.

## Критика
IGN заключило, что смерть Итана была самой печальной в «Остаться в живых», так как Итан мог предоставить ответы на многие тайны острова.